# Gúdar
Gúdar település Spanyolországban, Teruel tartományban. Gúdar Allepuz, Valdelinares, Alcalá de la Selva és Monteagudo del Castillo községekkel határos. Lakosainak száma 73 fő (2024).

## Népesség
A település népessége az utóbbi években az alábbiak szerint változott:
| Lakosok száma | 78   | 80   | 101  | 87   | 77   | 76   | 81   | 76   | 73   | 73   |
|               | 2001 | 2004 | 2007 | 2009 | 2012 | 2014 | 2017 | 2019 | 2022 | 2024 |